# Chinesische Regionalküchen

Chinesische Regionalküchen (Randgebiete und Minderheitengebiete grau)

Die Chinesische Küche ist nicht homogen, sondern wird eingeteilt in verschiedene chinesische Regionalküchen. Am verbreitetsten ist die Einteilung in vier oder fünf Küchen: die Kanton-Küche im Südosten Chinas, die Fukien-Küche (Ostküste), die Peking-Shantung-Küche (Nordosten), die Henan-Küche (Mitte) und die Sichuan-Hunan-Küche (Westen).

## Regionen

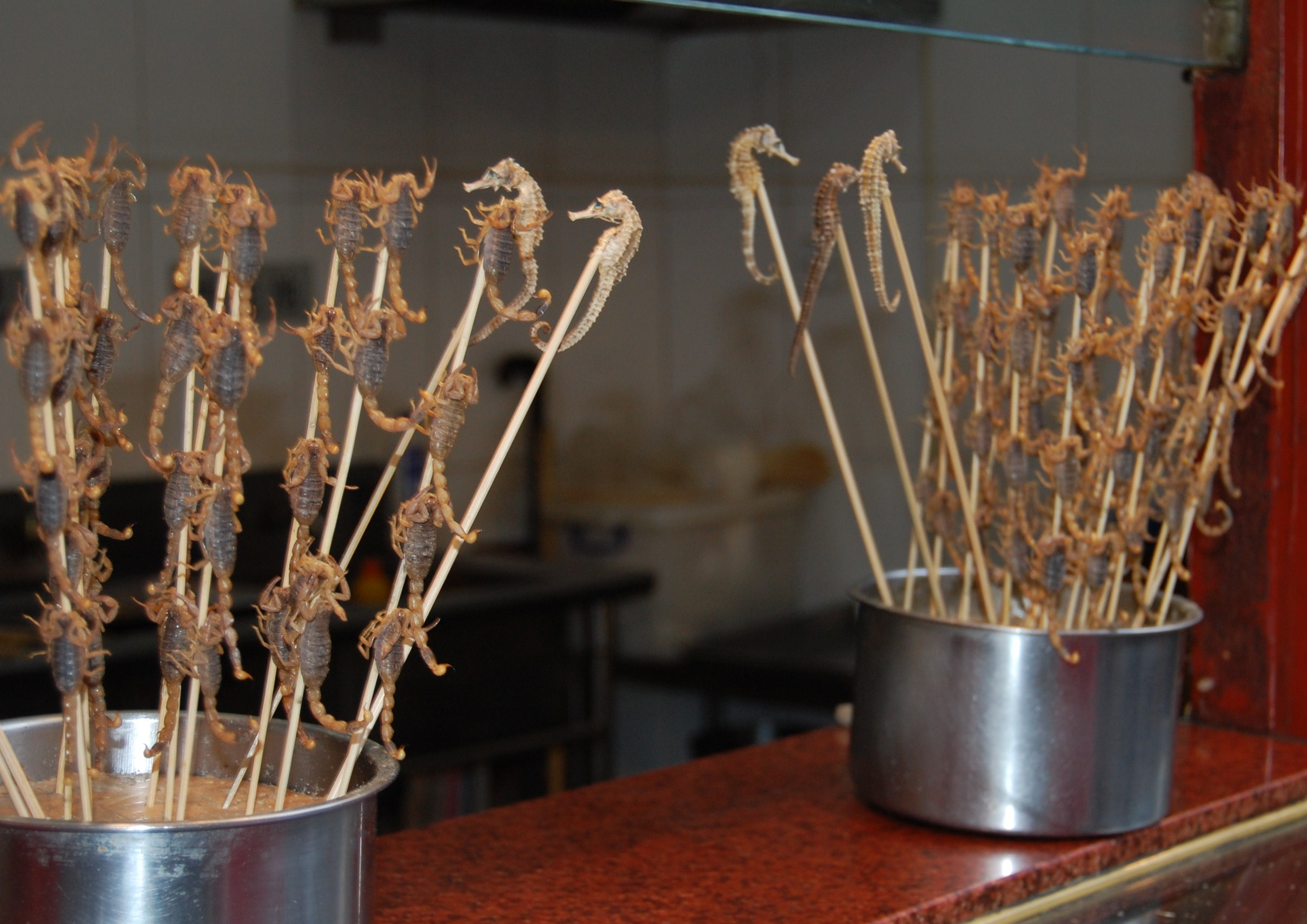
Frittierte Seepferdchen und Skorpione – eine Delikatesse in manchen Gegenden Chinas

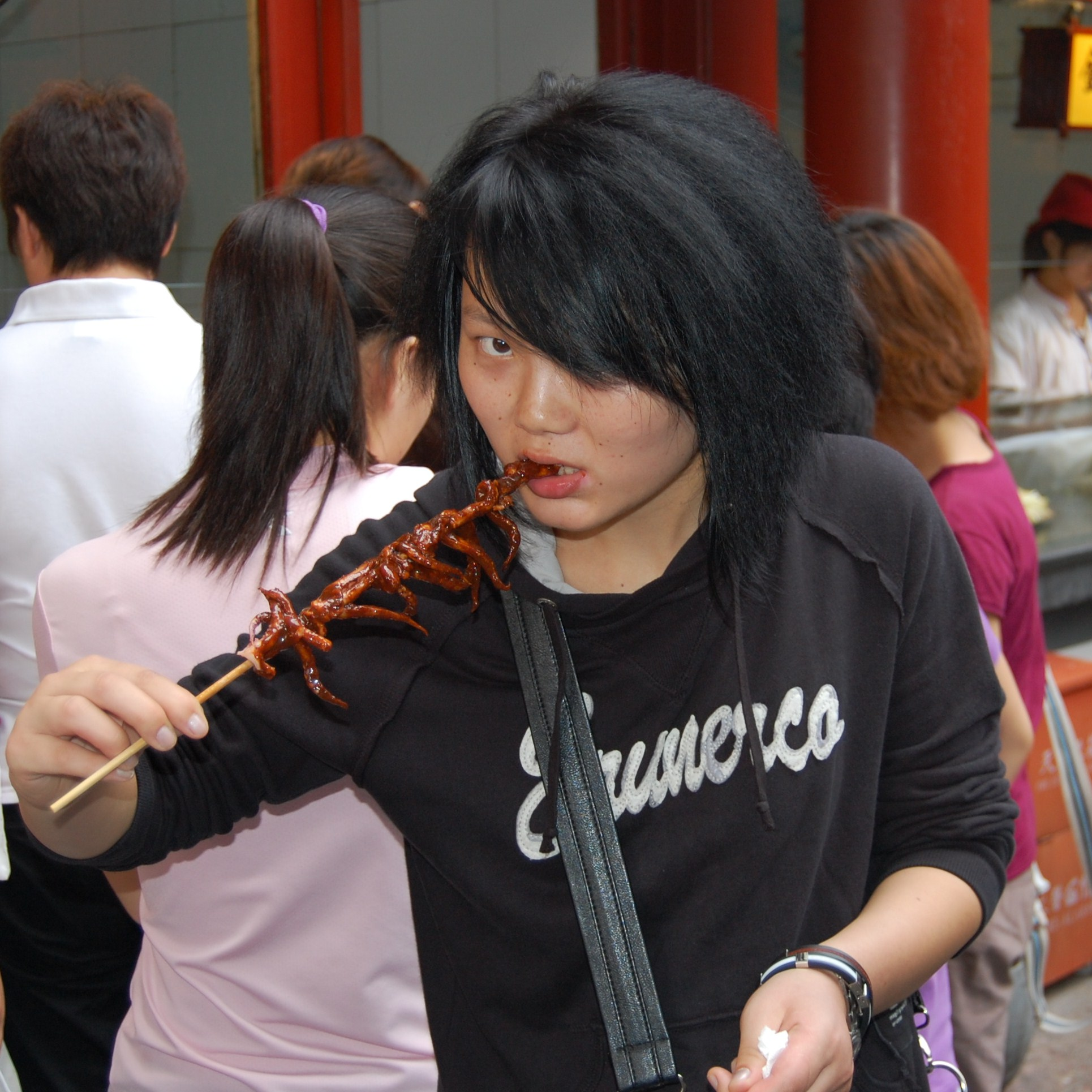
Octopus in Süß-Sauer-Soße

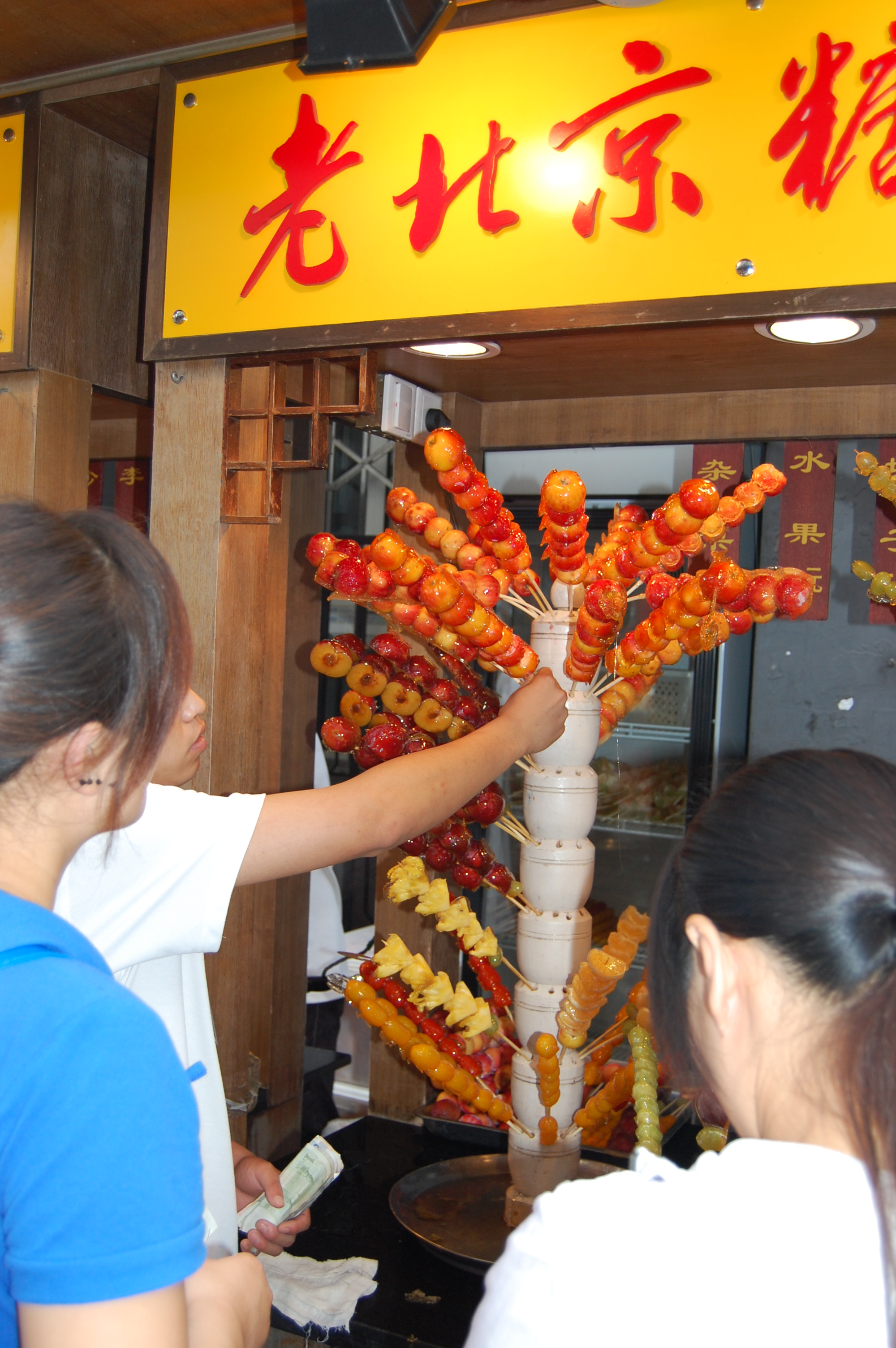
Kandierte Früchte werden in China gern gegessen

Chinas große Trennlinie in landwirtschaftlicher und ernährungstechnischer Hinsicht lag zwischen dem Einzugsgebiet des Gelben Flusses und des Jangtsekiangs (siehe Regionen Chinas). Sie trennte den Weizen- und Hirsegürtel von den Reisgebieten. Chinas ethnische Gruppen haben ihre eigene Küche, die auf lokale Erzeugnisse zurückgreift und durch verschiedene historische Traditionen geprägt ist. So sind etwa Milchprodukte nur bei einigen zentralasiatischen Volksgruppen bekannt (Produkte aus Stutenmilch oder Yakmilch). Brot nach persischer Art ist in ganz Xinjiang verbreitet.

## Peking-Küche
Die nordchinesische Küche ist vor allem als Peking-Küche bekannt, sie wurde aber auch stark beeinflusst von der Mongolei und Shandong. Die Mongolen haben hier Gerichte aus Hammel- und Lammfleisch eingeführt, aus Shandong stammt die häufige Verwendung von Knoblauch und Zwiebeln als Gewürze. In Peking gab es neben der üblichen Volksküche die gehobene Küche des Herrscherhauses, die auch Mandarin-Küche genannt wird. Die nordchinesische Alltagsküche gilt als die einfachste und am wenigsten anspruchsvolle in China. Gerade in dieser klimatisch rauen Region müssen seit jeher alle verfügbaren Nahrungsquellen ausgeschöpft werden und hier kam es in der Vergangenheit immer wieder nach Missernten zu Hungersnöten.
In Nordchina konnte wegen des Klimas kaum Reis angebaut werden, so dass Weizen, Soja und Hirse die wichtigsten Grundnahrungsmittel waren. Heute hat Mais die Hirse verdrängt, wird aber vor allem als Viehfutter verwendet. Wichtige Gemüse sind Chinakohl, Gurken und Sellerie, außerdem werden Melonen angebaut, vor allem Wassermelonen. Das populärste Fleisch ist Schweinefleisch wie im übrigen China, aber auch Rindfleisch und Lamm werden häufig gegessen, ebenso Hühner und Enten, wobei diese aber eine Spezialität sind. Zum Würzen werden traditionell Ingwer, Knoblauch, Sesamöl und Sojasauce verwendet.
Typische Gerichte des Nordens sind Nudelsuppen und gefüllte Teigklöße. Große Klöße dieser Art heißen 包子 (baozi) und sind kloßartig, mit einer festen Füllung, kleinere 饺子(jiaozi) haben eine individuelle Füllung, der von Maultaschen nicht unähnlich. Früher waren Getreidesuppen eine häufige Alltagskost, vor allem Hirsebrei. Ein Import aus der Iranischen Küche sind kleine Sesambrote, genannt shaobing, die im Iran als nan bekannt sind und von iranischen Flüchtlingen während der Tang-Dynastie eingeführt wurden. Heute werden sie in China oft mit Fleisch gefüllt. Eine Spezialität aus Hebei ist süß-saurer Fisch, meistens zubereitet aus Karpfen.
Das international bekannteste Gericht der Region ist die Pekingente; für dieses Gericht werden die Enten eigens gemästet. Die Zubereitung ist sehr aufwendig und bleibt daher heute meistens Restaurants überlassen. Ein Gericht der Mandarinküche sind die so genannten Acht Köstlichkeiten, wobei die Zusammensetzung variieren kann. Am Kaiserhof konnten dazu auch Kamelhöcker, Affenlippen und Bärentatzen gehören, üblich sind aber eher Huhn, Ente und Fisch sowie Gemüse.

## Kanton-Küche
Die südchinesische Küche wird im Ausland oft auch Kanton-Küche genannt; Kanton ist ein alter westlicher Name von Guangdong, mit dem früher auch die Hauptstadt Guangzhou in westlichen Sprachen bezeichnet wurde. Diese Küche ist die international bekannteste chinesische Küchentradition und ist die Basis der meisten Gerichte, die in internationalen China-Restaurants angeboten werden. Sie gilt auch in China als sehr angesehen, den besten Ruf genießen die Küchen in Guangzhou und in Hongkong. Dem westlichen Geschmack kommt entgegen, dass die Speisen nicht sehr scharf gewürzt werden. Eine wichtige Zubereitungsmethode ist das Garen im Wok (Pfannenrühren). Frische Zutaten werden generell bevorzugt.
Die Region von Guangdong hat innerhalb Chinas die am höchsten entwickelte Landwirtschaft und Fischerei und ist auch das Kerngebiet des Reisanbaus. Als Gemüse werden mehrere Kohlarten angebaut sowie Zwiebeln, Knoblauch, Kopfsalat, Tomaten, Kartoffeln, außerdem Sojabohnen, die fermentiert als tau si eine wichtige Grundzutat der südchinesischen Küche sind. Typische Gewürze sind Ingwer, Frühlingszwiebeln, Salz, Essig, Sojasauce und Reiswein.
In Südchina werden traditionell mehr Tierarten gegessen als in anderen Regionen Chinas, ein Sprichwort lautet übersetzt: „Jedes Tier, dessen Rücken zur Sonne zeigt, ist essbar.“ Dazu gehören neben Rind, Schwein und Huhn auch Schlangen, Insekten, Würmer und mitunter auch Hunde, wobei Hundefleisch vor allem medizinische Wirkung zugeschrieben wird. Die Einbeziehung der Ernährung in die Traditionelle Chinesische Medizin spielt vor allem in Südchina eine wichtige Rolle. An der Küste wird sehr viel frischer Fisch gegessen, im Landesinneren ist Schweinefleisch die bevorzugte Fleischsorte, während Geflügel vor allem zu besonderen Anlässen zubereitet wird.
Das wichtigste Grundnahrungsmittel ist Reis. Für die ärmere Bevölkerung war Reis mit Sojasauce oft die einzige Mahlzeit des Tages. Eine Spezialität der Region sind Suppen, die stundenlang vor sich hinköcheln und den Geschmack der Zutaten annehmen. Nudeln werden in Brühe gegart gegessen oder zusammen mit Gemüse und Fleisch als Chow Mein. Zum Frühstück isst man hier gewöhnlich eine Reissuppe zum Tee. Die Hauptmahlzeit kann mittags oder abends stattfinden und basiert immer auf Reis, oft ergänzt durch gedünsteten Fisch und pfannengerührtes Gemüse. Meistens wird zum Abschluss eine Suppe gereicht. Die zweite warme Mahlzeit des Tages ist oft eine Nudelsuppe. Zu besonderen Anlässen werden Dim Sum als Vorspeise serviert, kleine gefüllte Teigtaschen.

## Sichuan-Hunan-Küche
Die westchinesische Küche ist vor allem in den Provinzen Sichuan, Hunan und Yunnan beheimatet und wird mitunter auch Sichuan-Küche genannt. Sichuan ist die viertbevölkerungsreichste Provinz Chinas und gilt als „Reiskammer“ des Landes, früher spielte auch Hirse eine wichtige Rolle als Grundnahrungsmittel. In der jüngeren Vergangenheit hat sich der Anbau von Mais, Kartoffeln und Süßkartoffeln sehr verbreitet.
Die wesentlichen Merkmale der westchinesischen Küche sind die Verwendung von eingelegtem Gemüse, vor allem Knoblauch, Chinakohl und Bambussprossen, sowie die Schärfe der meisten Gerichte durch die reichliche Verwendung von Chili, weißem Pfeffer und einheimischem Szechuanpfeffer (bot. Zanthoxylum piperitum). Diese Küche gilt als weltweit die einzige, die alle verfügbaren pfefferartigen Gewürze in einer Speise kombiniert. Diese Vorliebe für Schärfe ist schon in sehr alten Quellen belegt und ist nicht erst in der Neuzeit durch die Einführung der Chili aus Amerika entstanden. Charakteristisch ist auch die Verwendung von getrockneten Mandarinenschalen als Gewürz.
Schweinefleisch ist die mit Abstand beliebteste Fleischart. In Yunnan wird ein sehr hochwertiger Schinken produziert, der in seiner Qualität mit dem spanischen Serrano-Schinken verglichen wird. Es werden auch Schafe und Ziegen gehalten, Rinder spielen jedoch vor allem als Zugtiere eine Rolle und werden selten gegessen. Von den Han-Chinesen in Yunnan wird Jogurt hergestellt, während die meisten Chinesen traditionell keine Milchprodukte essen.
Zu den bekanntesten Gerichten der westchinesischen Küche gehört Sauer-scharf-Suppe (Suanlatang), die in der Regel aus getrockneten Lilienknospen, Pilzen, Bambussprossen, angedicktem Hühner- oder Entenblut, Sesamöl, Weinessig, Chili, Pfeffer und teilweise Fleisch zubereitet wird. Bekannt ist auch im Wok zubereitetes Huhn mit Erdnüssen und getrockneten Mandarinenschalen, das 'Gong Bao Ji Ding' heißt. Ein typisches Gericht der Sichuanküche, das überregional bekannt ist, ist Mapo Doufu. Zumindest in China sehr bekannt ist ein Entengericht, bei dem die Ente im aufsteigenden Rauch von Teeblättern und Kampfer gegart wird. Häufig gegessen wird ferner Tofu, der im Wok erhitzt und scharf gewürzt wird.
Die Küche von Hunan ist der von Sichuan ähnlich, verwendet aber in der Regel keinen Szechuanpfeffer. Fisch und Huhn spielen eine größere Rolle. Die Küche von Yunnan ist einfacher und zeigt Einflüsse südostasiatischer Küchen, Kräuter und Pilze spielen eine große Rolle. Eine Spezialität ist hier die sekundenschnelle Zubereitung von Gemüse und Schinken in brennendem Öl in einem Wok. Yunnan ist auch ein wichtiges Anbaugebiet von Tee.

## Jiangsu-Küche

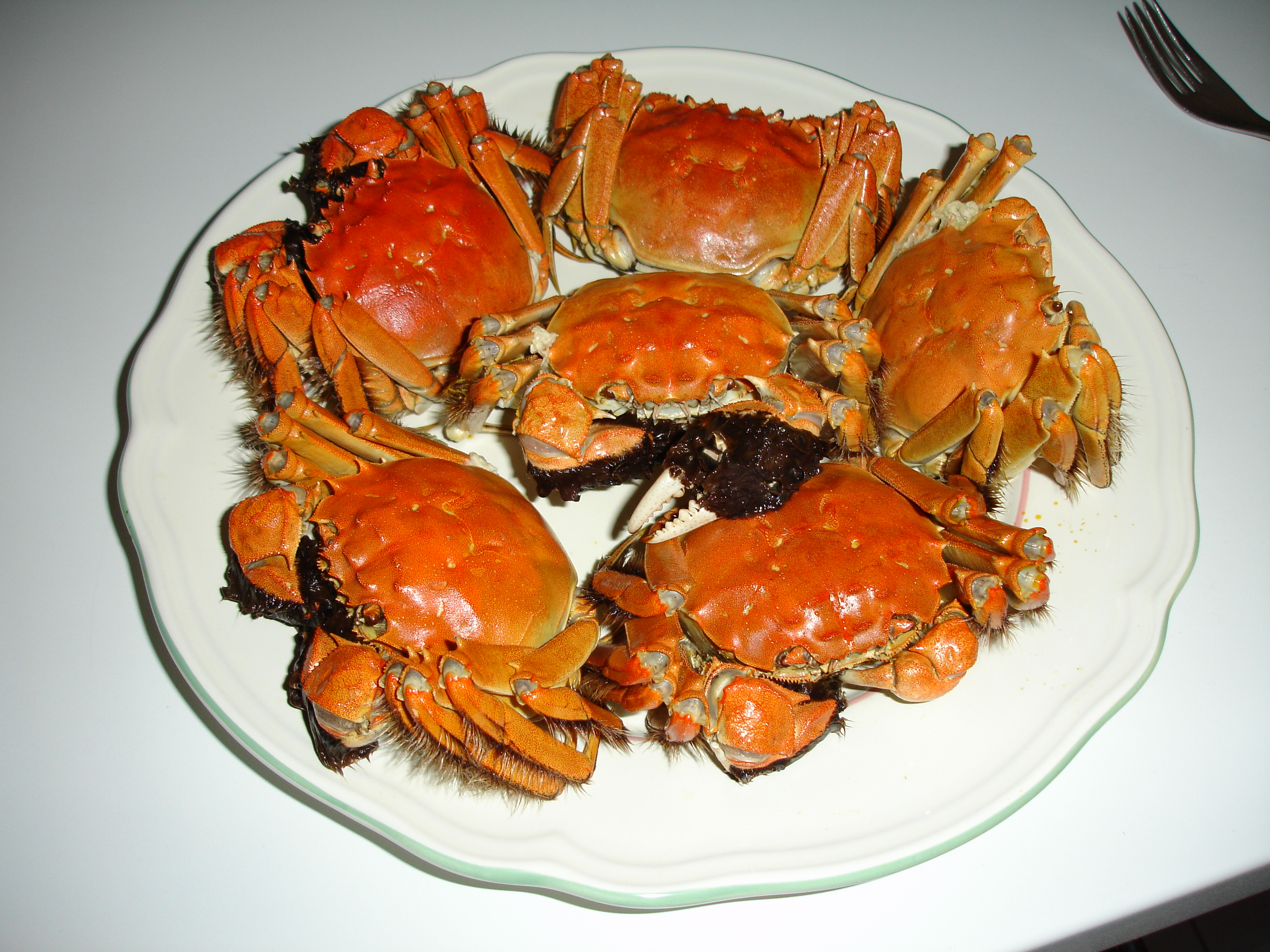
Gekochte Wollhandkrabben

Die ostchinesische Küche umfasst mehrere Provinzen am Delta des Jangtsekiang, wichtige Städte sind Shanghai, Suzhou, Hangzhou und Ningbo. Sie ist außerhalb Chinas kaum bekannt. Der Kochstil ist sehr arbeitsaufwendig, da die optische Präsentation der Gerichte eine wichtige Rolle spielt. Die Grundnahrungsmittel der Region sind Reis und Weizen, außerdem werden sehr viele Gemüse und Früchte angebaut. Bekannt ist eine besonders große Birnenart. Eine wichtige Rolle spielt auch die Zucht von Seidenraupen in Maulbeerbaumplantagen. Außerdem ist die Region bekannt für hochwertige Teesorten.
Fleisch liefern vor allem Schweine, Hühner und Enten, während Schafe und Rinder kaum eine Rolle spielen. Am beliebtesten ist jedoch Fisch. Der Jangtsekiang ist mittlerweile verunreinigt und überfischt, deshalb spielt die Zucht von Fischen und anderen Meerestieren in Fischfarmen heute eine große Rolle. Beliebt sind unter anderem Krabben und Garnelen. In dieser Gegend werden auch Frösche und Schnecken gegessen, worüber in anderen Regionen Chinas früher gespottet wurde.
Ein Kennzeichen der ostchinesischen Küche ist ihre Vorliebe für die Geschmacksrichtung süß und die reichliche Verwendung von Öl. Sie ist also relativ schwer. Eine spezielle Kochtechnik ist das „Rotkochen“, das Kochen von Fleisch oder Fisch in dunkler Sojasauce und Reiswein. Häufig als Gewürze verwendet werden Ingwer, Frühlingszwiebeln, Reiswein und Zucker. Eine Hauptmahlzeit besteht in der Regel aus Reis und drei oder vier Gerichten. Zwischenmahlzeiten sind gefüllte Klöße oder Nudelsuppen. Zu den Spezialitäten gehören Fisch in süß-saurer Sauce, Shrimps, Froschschenkel und Schneckengerichte. Außerdem spielen vegetarische Gerichte für die Anhänger des Buddhismus eine bedeutende Rolle.